# Grau d'Oliana
El Grau d'Oliana és un grau, és a dir un pas relativament planer, a manera d'esglaó o replà que travessa una costa abrupta. El Grau d'Oliana està situat al municipi de Peramola, a l'Alt Urgell, al límit amb el municipi d'Oliana, d'on li ve el nom.
És format pel congost dels Espluvins, on hi hagué l'hostal dels Espluvins que s'endugué la riuada del 1896 i el pas de la Garanta, oberts pel Segre en travessar les serres de Turp i d'Aubenç. Aquest congost constitueix el límit entre l'Alt Urgell estricte, és a dir la comarca natural o històrica de l'Urgellet i el Segre Mitjà que comença amb la ribera d'Oliana i Peramola, dins la Depressió Central.
El Grau d'Oliana i el congost dels Espluvins és el lloc que s'aprofità per construir la resclosa del Pantà d'Oliana, que embassa el riu Segre i annegà el territori que hi ha entre el Grau d'Oliana fins passat el poble de Coll de Nargó.